# Sergej Koedrin

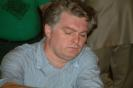
Sergej Koedrin (foto Wereld open)

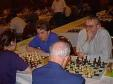
Sergej Koedrin versus Suat Atalık

Sergej Koedrin (Russisch: Сергей Геннадьевич Кудрин, Sergej Gennadjejevitsj Koedrin, Engelse schrijfwijze Sergey Kudrin) (Novosibirsk, 7 september 1959) is een Russisch-Amerikaans schaker. Hij is, sinds 1984, een grootmeester (GM).  
Hij won toernooien in Kopenhagen in 1983, in Beër Sjeva in 1984, en in Torremolinos (Spanje) in 1985.  Hij speelde in de wereldbeker schaken 2005 in Chanty-Mansiejsk (Rusland) en in de wereldkampioenschappen van 1999 (Las Vegas) en 2004 (Tripoli, Libië).
- Koedrin won in 1984 en in 2007 het Open Schaakkampioenschap van de VS.
- Op het 28e world open in 2000 in Philadelphia, eindigden acht spelers bovenaan met 7 pt. uit 9, waaronder Koedrin. Na de tie-break was Joel Benjamin de winnaar.
- In het 31e world open in 2003 in Philadelphia eindigde Koedrin met 6.5 punt op de vijftiende plaats.
- In het 33e world open dat in 2005 in Philadelphia werd gespeeld, eindigde Koedrin op de negende plaats met 6.5 punten. Kamil Mitoń won het toernooi met 7.5 uit 9.
- In de VS werd Koedrin in 2008 derde in het Frank K. Berry United States Chess Championship in Tulsa (Oklahoma).
- In 2008 was hij derde in de World Chess Live Grand Prix.[1]

In 2007 en 2008 speelde hij in de United States Chess League.  
GM Koedrin stimuleerde vaak schaakactiviteiten zoals het uitnodigen van GM Boris Spasski om deel te nemen aan het Western States Open toernooi in 2004 en 2005. 
Op schaakgebied begeleidde hij de bandy- en floorball-speler Alexander Hart.